# جماع جاف
الجماع الجاف، أو الجنس الجاف، أو جفاق المهبل: (بالإنجليزية: Dry sex)‏ هو ممارسة الجماع الجنسي بدون تزليق المهبل الناتج عن الإفرازات المهبلية، حيث أن هذه السوائل تسهل عملية ادخال واخراج قضيب الشريك الذكر أثناء الجماع. يمكن إزالة التزليق المهبلي باستخدام المنشطات الجنسية، والمنظفات المنزلية، والمطهرات،  عن طريق مسح المهبل بها،  أو عن طريق وضع الأوراق في المهبل  بالإضافة إلى طرق أخرى.  يرتبط الجنس الجاف بزيادة المخاطر الصحية. 
إزالة أو منع التزليق المهبلي من خلال الممارسات المرتبطة بالجنس الجاف يزيد الاحتكاك أثناء الجماع والذي قد يُنظر إليه على أنه زيادة في ضيق المهبل، ويعزز المتعة الجنسية للشريك الذكر.  بعض الرجال الذين يصرون على ممارسة الجنس الجاف يعتبرون المرأة «الرطبة» غير عفيفة.  يمكن أن يكون الجنس الجاف مؤلمًا للرجال  [بحاجة لمصدر طبي] والنساء. الجنس الجاف شائع في أفريقيا جنوب الصحراء الكبرى  وقد تم الإبلاغ عنه أيضًا في سورينام بين النساء الأفرو سوريناميات.

## المخاطر الصحية
وقد تم ربط هذه الممارسة بارتفاع معدل الإصابة الإيدز في جنوب إفريقيا.  يُنظر إلى هذه الممارسة على أنها تزيد من خطر نقل الأمراض المنقولة جنسياً لكلا الشريكين ، بما في ذلك فيروس نقص المناعة البشرية  بعدة طرق. زيادة الاحتكاك أثناء الجماع يمكن أن يسبب تمزقات في أنسجة المهبل.  [بحاجة لمصدر طبي] تجفيف المهبل يزيل أيضًا نوع من البكتيريا الجيدة في الجسم تدعى العصيات اللبنية المطهرة الطبيعية التي تقاوم الأمراض المنقولة جنسياً. علاوة على ذلك ، يزيد الجنس الجاف من خطر انكسار الواقي الذكري بسبب الاحتكاك المتزايد. قد يؤدي أيضًا إلى التهاب المهبل و / أو الآفات المؤلمة والتي بدورها قد تزيد من انتقال الأمراض المنقولة بالاتصال الجنسي بطرق أخرى.